# Belciana euchlora
Belciana euchlora är en fjärilsart som beskrevs av George Francis Hampson 1926. Belciana euchlora ingår i släktet Belciana och familjen nattflyn. Inga underarter finns listade i Catalogue of Life.